# Millisle Farm
Millisle Farm war eine Farm im nordirischen Millisle im County Down. Auf ihr wurden vom Mai 1938 bis zur Schließung im Jahre 1948 etwa 300 jüdische Kinder und Jugendliche untergebracht und ausgebildet, die als Flüchtlinge mit den Kindertransporten aus dem Deutschen Reich heraus- und in Großbritannien in Sicherheit gebracht werden konnten.

## Die Rahmenbedingungen der Millisle Farm
Millisle Farm unterscheidet sich stark von den meisten Schulen im Exil, aber die Einrichtung ist in gewisser Weise mit dem Internat Kristinehov vergleichbar, das – trotz anderer Gründungsgeschichte – nach der Kristallnacht ebenfalls zu einem Zufluchtsort für die Geretteten der Kindertransporte geworden war. Millisle Farm aber war deutlich größer und die Kinder besuchten die öffentliche Schule in Millisle.
Millisle Farm wurde gegründet als eine Resettlement-Farm. Ihre Geschichte „ist eine der wenig bekannten ‘secret histories’ des Zweiten Weltkrieges in Nordirland“. Und nicht nur in Nordirland: Auch in Deutschland ist von dieser Einrichtung in der Folge der Kindertransporte wenig bekannt. Eine der wenigen Erwähnungen finden sie in einer Publikation von Rebekka Göpfert, in der Millisle Farm und ähnliche Einrichtungen als bewusste Alternativen zur Unterbringung der geflüchteten Kinder und Jugendlichen in britischen Familien vorgestellt werden.
Die jungen Flüchtlinge, die nach Nordirland kamen, wurden zuerst von der jüdischen Gemeinde in Belfast betreut, die Unterstützung durch mehrere überkonfessionelle Komitees und auch durch staatliche Stellen erhielt. Eine erste Unterkunft für ältere Jugendliche wurde in der Cliftonpark Avenue in Belfast eingerichtet, bevor dann durch den verstärkten Zuzug aufgrund der Kindertransporte nach anderen Möglichkeiten gesucht werden musste.
Im Mai 1939 mieteten Barney Hurwitz, Leo Scop und Maurice Solomon im Namen des Belfaster „Refugee Aid Committee“ eine etwa 70 Hektar große Farm in Millisle an der County-Down-Küste, etwa 20 Kilometer außerhalb von Belfast, auf der früher Flachs zu Leinen verarbeitet worden war. Wie in Belfast nicht anders zu erwarten: Der Mietvertrag wurde bei einem Drink in einem Belfaster Pub zwischen Barney Hurwitz, dem Vorsteher der Belfaster Jüdischen Gemeinde, und Lawrence Gorman, dem Landbesitzer, abgeschlossen.

## Die Anfänge auf der Farm
In der Mehrzahl waren es die Geretteten der Kindertransporte, die auf die Farm kamen. Aber es gab auch noch eine zweite, kleinere Gruppe: „The farm also became home to about thirty-five Chalutzim – European Zionists in their late teens and early twenties who were planning to emigrate to kibbutzim in Palestine. When war broke out, trained Chalutzim were unable to leave for Palestine, and many joined the armed services. A few families and some older individual refugees who had managed to leave Germany, Austria and Czeehoslovakia completed the farm's population.“
Sie alle fanden im Sommer 1939, als sie auf die Farm kamen, einige verlassene Scheunen und Nebengebäude vor und ein baufälliges Bauernhaus, das in der Gegend als „Ballyrolly House“ bekannt war. Sie verbrachten ihre erste Nacht in undichten Zelten und konnten erst am nächsten Abend in einen zuvor geweissten Kuhstall einziehen. Ein alter Stall diente als Speisesaal. Es gab nur Außentoiletten, und Latrinen mussten gegraben werden.
Erst allmählich verbesserten sich die Bedingungen, die Farm erhielt Unterstützung vom Belfaster Hilfskomitee und von der Bevölkerung. Man begann die Felder wieder urbar zu machen, wobei die jüngeren Kinder halfen, Steine zu sammeln und Unkraut zu entfernen. Die älteren Kinder und Jugendlichen begannen derweil zusammen mit den Erwachsenen mit dem Anbau von Getreide und Gemüse. „Ballyrolly House“ wurde wieder bewohnbar gemacht; Holzhütten mit Schlafsälen und einigen kleinen Schlafzimmern wurden gebaut; die Zisterne wurde gereinigt und eine Pumpe angeschafft. Nach einiger Zeit gab es schließlich Duschen, eine Toilettenspülung, einen Aufenthaltsraum mit Billard und Tischtennis, Büros und eine kleine Synagoge. Später kamen Werkstätten und Lagerräume hinzu. in denen unter anderem die Koffer der Flüchtlinge aufbewahrt wurden. Diese Koffer waren für die meisten der Kinder und Jugendlichen das Einzige, was sie aus ihrem früheren Leben hatten retten können.
Bobby Hackworth, ein 1939 elfjähriger Junge aus der Nachbarschaft der Farm, der später viel zur Aufarbeitung ihrer Geschichte beigetragen hat, beschrieb als Ziel des Farmbetriebs, „so selbstständig wie möglich zu sein, wie ein Kibbuz“. Präzisiert wird das in einem Zeitungsartikel aus dem Jahre 1939, in dem über den Vertragsabschluss zur Anmietung der Farm berichtet wird: „The idea is to give them a new start in life, and at the same time utilise their energies to support themselves by producing sufficient for their own needs. […] Thus prepare them to make a living for themselves in Palestine, or wherever their final destination may be.“
Am 13. September 1940 berichtet die Zeitung „Northern Whig“ über den ersten veröffentlichten Erfahrungsbericht der Farm. Seit dem Frühjahr sei es gelungen, auf eigenen Füßen zu stehen, nachdem im Vorjahr nur spät erntbares Gemüse angebaut und eine Milch- und Geflügelwirtschaft lediglich gestartet werden konnte. 1942 seien weitere 43 Hektar Land kultiviert worden und die Flüchtlinge würden einer ausgezeichneten Ernte entgegensehen. Der Geflügelbetrieb sei sehr erfolgreich. Er sei 1939 mit 650 Legehennen gestartet und verfüge nun über 1.100 Legehennen und einige Hundert junge Hähne. Die Milchsektion würde alles an Fleisch, Milch, Butter und Käse produzieren, was auf der Farm benötigt würde und bereits einen kleinen Überschuss erwirtschaften.
Bis zu achtzig Menschen, einschließlich der Kinder, lebten und arbeiteten gleichzeitig auf dem Hof; von den ersten Anfängen bis zur Schließung der Farm im Jahre 1948 fanden weit über 300 Erwachsene und Kinder hier eine Heimat auf Zeit. Während der Kriegsjahre kamen im Sommer junge Freiwillige, hauptsächlich aus der jüdischen Gemeinde in Dublin, um auf der Farm zu helfen. Daraus entwickelten sich viele Freundschaften zwischen den Flüchtlingen und Dubliner Familien.

## Schule
Die Kinder besuchten die örtliche Schule. Der Schullehrer, John Palmer, achtete darauf, dass jedes Flüchtlingskind neben einem einheimischen Kind saß. Er wollte auf diese Weise den Flüchtlingskindern helfen, besser die englische Sprache zu erlernen. Aber: „Auf der Farm sprachen und lasen wir in den ersten Jahren deutsch. Es war nur Comics zu verdanken […], die uns freundlicherweise von den Belfaster jüdischen Kindern weitergegeben wurden, dass sich mein Englisch zu verbessern begann.“
Mit 14 Jahren wechselten auch viele der Flüchtlingskinder auf weiterführende Schulen vor Ort, einige von ihnen besuchten eine Abendschule im nahe gelegenen Donaghadee. Beitritte zu den lokalen Pfadfindern oder der Besuch von Erste-Hilfe-Kursen beim Roten Kreuz waren üblich, und die Jungen vom vierzehnten bis zum siebzehnten Lebensjahre beteiligten sich an der Ausbildung des „Air Training Corps“. Die jüdischen Kinder integrierten sich gut in die lokale Gemeinschaft, und Bobby Hackworth erinnerte sich an den großen Spaß, den sie jede Woche beim Fußballspielen miteinander hatten. Daraus folgten dann auch weitere Einladungen, etwa zu Konzerten.

## Alltag
Für die Führungskräfte der Farm stand nicht nur der Farmbetrieb selber im Fokus ihrer Arbeit, sondern es musste auch viel Papierkram mit den Behörden erledigt werden. Und obwohl die Flüchtlinge vor dem Nationalsozialismus überzeugte Hitlergegner waren, durften sie sich als Enemy Aliens nur in bestimmten Gebieten aufhalten; von 22 Uhr an herrschte Ausgangssperre; sie mussten ein „Aliens Registration Book“ mit sich führen, und um den Hof auch nur für eine Nacht zu verlassen, wurde eine Genehmigung von der örtlichen Polizei benötigt.
Dennoch: Kinobesuche waren beliebt, auch wenn das Kino in Donaghadee drei Meilen entfernt war. Gelegentlich besuchten die Jugendlichen auch Belfast, was jedoch wegen der Kosten und der Rationierungen nur eingeschränkt möglich war. Einige wurden eingeladen, die Dubliner Familien besuchen, aus denen die Freiwilligen stammten, die sommers auf der Farm aushalfen. Aber Reisen war während der Kriegsjahre nicht einfach, der Treibstoff war knapp und stark rationiert, und so mussten Fahrrad oder Pferdekarren als Transportmittel reichen.

## Einige der für die Farm wichtige Personen
Marilyn Taylor nennt in ihren Publikationen einige Menschen, die für den Farmalltag von besonderer Bedeutung waren:
- Eugen Patriasz
Eugen Patriasz, ein ungarischer Flüchtling, war der Manager der Farm. Er hatte in Wien einen landwirtschaftlichen Universitätsabschluss mitgebracht, verfügte aber über keine praktischen Erfahrungen. Patriasz erhielt am 23. Dezember 1947 die englische Staatsbürgerschaft.[13]
- Franz und Edith Kohner
Die beiden waren zusammen mit zwei kleinen Kindern aus dem Sudetenland gekommen. Sie verwalteten den Hof, kauften die Vorräte, organisierten die Lebensmittelrationierung und kümmerten sich um die Verdunkelung und andere kriegsbedingte Probleme.
Ende der 1990er Jahre lebte die damals über achtzigjährige in der Nähe von Newcastle. Sie stellte Marilyn Taylor viele Fotos über das frühere Farmleben zur Verfügung und erzählte ihr ausführlich aus ihren Erinnerungen an die Jahre auf dem Hof, auf dem sie, ihr Mann und ihre Familie für einige Jahre eine wichtige Rolle gespielt hatten.
- Erwin Jakobi (Yakobi)
Er war ein ehemaliger Wiener Saxophonist, auf der Farm aber, weil er aus einer Medizinerfamilie stammte, für die Gesundheit der Kinder und deren Wohlergehen verantwortlich. Wir wurden dann in die Obhut von Erwin Jacobi, einem älteren Saxophonisten aus Wien, gegeben, und obwohl er nicht sehr mütterlich aussah, war er der beste Babysitter [child-minder], weil er darauf achtete, dass wir eine Gymnasialausbildung [grammar school education] erhielten.[5]
- Herr Mündelheim
Er muss eine Art Handwerksausbilder gewesen sein, der sich vor allem um die Chaluzim gekümmert hat.[5]

Zusammen mit anderen älteren Flüchtlingen meisterten diese Personen die schwierige Aufgabe, die heterogene Gruppe junger Menschen aus unterschiedlichen Altersgruppen und aus verschiedenen Ländern zusammenzuschweißen. Viele der Kinder waren allein, viele waren emotional vernarbt, alle waren Vertriebene – sie alle mussten in eine prosperierende und kooperativ arbeitende Farmgemeinschaft eingebunden werden.

## Das Ende der Farm
Die meisten Flüchtlinge blieben auf der Millisle Farm bis zum Kriegsende, einige gar bis zur Schließung der Farm im Mai 1948. Ältere Flüchtlinge waren noch dem Pionier-Korps der britischen Armee beigetreten oder hatten Jobs erhalten. Einigen wenigen Flüchtlingen war es möglich, durch die finanzielle Unterstützung von Flüchtlingsorganisationen ein Studium aufzunehmen. Mindestens ein Mädchen beendete ihre Krankenschwester Ausbildung.
Erst einige Zeit nach dem Kriegsende 1945 erfuhren die verbliebenen Flüchtlinge auf der Millisle Farm vom Schicksal ihrer Familienangehörigen. Die meisten mussten zur Kenntnis nehmen, dass ihre ganzen Familien im Holocaust ums Leben gekommen und sie selbst zu Waisen geworden waren. Einigen wenigen von ihnen war es vergönnt, zu verbliebenen Verwandten in Großbritannien, Kanada oder Amerika gehen zu können, die meisten mussten von nun an ihr eigenes Leben und ihre eigene Zukunft aus eigener Kraft gestalten.
Im Rückblick urteilt Gerald Jayson (Gert Jacobowitz): „Wir vor den Nazis geflohenen jüdischen Flüchtlinge sind der Belfaster jüdischen Gemeinde immer dankbar für das was sie getan hat, um unser Leben zu retten. Sie brachten die Garantiesumme von £ 100 pro Flüchtling auf, die es ermöglichte, uns so gut und lange zu versorgen. Wir hatten Freiheit, Essen und ein wunderbares gesundes Leben in der wunderschönen irischen Landschaft. Was willst du mehr?“

## Von Auschwitz auf die Millisle Farm
Im Belfast Telegraph vom 24. Januar 2002 erschien ein Bericht, der auf einen noch weniger bekannten Aspekt der Millisle Farm aufmerksam machte als es deren Geschichte selber schon ist. Unter der Überschrift „From Hitler’s Holocaust to a farm in Millisle“ wird aus Anlass des Holocaust Memorial Day über eine Hilfsaktion im Februar 1946 berichtet. Damals waren in einem britischen Frachtflugzeug 100 Kinder aus Prag nach Nordirland ausgeflogen worden. Bei diesen Kindern handelte es sich um Waisenkinder, die das Konzentrationslager Auschwitz überlebt hatten. Nach ihrer Begrüßung am Belfaster Flughafen wurden die Kinder zur Millisle Farm gebracht und dort behutsam in den Farmalltag und die dort möglichen Freizeitangebote einbezogen. Da die meisten der Auschwitz-Kinder aber in sehr religiösen osteuropäischen Familien aufgewachsen waren, wurde jedoch bald beschlossen, sie von der Millisle Farm weg und hin zu Orten mit größeren jüdischen Gemeinden in England zu bringen. Sie sollten dort eine religiöse Erziehung erhalten, die mehr im Einklang mit dem stand, was sie von zu Hause her kannten.
Zu den Betreuern der Holocaust-Überlebenden auf der Millisle Farm gehörte in den Jahren 1945/1946 für einige Zeit auch Fridolin Friedmann. Als dieser 1946 an die Bunce Court School wechselte, nahm er einige Jungen von der Farm mit an seine neue Wirkungsstätte.

## Poetisches Gedenken
Dr. Ben Maier, „a poet and performer“, hat einem Zyklus von Gedichten veröffentlicht, der auf der Geschichte der Millisle Farm basiert. Inspiriert durch Interviews und historische Quellen, thematisiert Maier in The Farm die täglichen Wunder dieser Gemeinschaft und entwickelt eine Geschichte von Mitgefühl und Entschlossenheit vor dem Hintergrund des erfahrenen Verlustes.